# گابریل (خواننده)
گابریل (انگلیسی: Gabrielle؛ زادهٔ ۱۶ آوریل ۱۹۷۰) یک موسیقی‌دان اهل بریتانیا است. وی از سال ۱۹۹۳ میلادی تاکنون مشغول فعالیت بوده‌است.